# Rolaspis halli
Rolaspis halli är en insektsart som beskrevs av De Lotto 1956. Rolaspis halli ingår i släktet Rolaspis och familjen pansarsköldlöss.
Artens utbredningsområde är Kenya. Inga underarter finns listade i Catalogue of Life.